# Louisa Garrett Anderson
Louisa Garrett Anderson (Aldeburgh, 28 de juliol del 1873 - Brighton, 15 de novembre del 1943) fou una metgessa i una suffragette, membre de la Unió Social i Política de les Dones (WSPU), fundada al Regne Unit el 1903 per Emmeline Pankhurst.
Era filla d'Elizabeth Garrett Anderson, reconeguda metgessa pionera. La seua tia, Millicent Fawcett, també era sufragista. Louisa Anderson fou cirurgiana en cap de l'Hospital de Dones (WHC) i membre de la Societat Reial de Medicina.

## Biografia

### Primers anys
Fou una de les tres filles de James George Skelton Anderson, de la Companyia de Navegació Peninsular i Oriental, i d'Elizabeth Garrett Anderson, la primera dona anglesa metgessa, i cofundadora de l'Escola de Medicina per a Dones de Londres.
Estudià a l'escola St Leonards de St. Andrews, i a l'Escola de Medicina per a Dones de l'Hospital Royal Free, on treballà.

### Sufragista
El 1912, la condemnaren a sis setmanes de treballs forçats, més tard reduïts a quatre setmanes, per trencar una finestra amb una rajola, dins de les mobilitzacions de la Unió Social i Política de les Dones en favor del dret al vot.

### Primera Guerra Mundial
En la Primera Guerra Mundial treballà a l'estat francés en el Cos Hospital de Dones creat per ella i la seua amiga, també metgessa, Flora Murray. Juntes, van establir dos hospitals militars per a l'exèrcit francés a París i Wimereux. Els seus propòsits al principi van ser denegats per l'exèrcit britànic, però al 1915, el War Officeles oferí unes instal·lacions al centre de Londres per a un hospital.

## Llegat i memòria
Va escriure molts articles mèdics i la biografia de sa mare el 1939.
El seu nom figura, al costat d'altres dones sufragistes que van reclamar el dret al vot i quatre homes, al peu de l'estàtua erigida el 2018 a Millicent Fawcett a la plaça del Parlament de Londres.